# Elecciones municipales de Manta de 2023
Las elecciones municipales de Manta de 2023 hacen referencia al proceso electoral que se llevó a cabo el 5 de febrero de dicho año con el fin de designar a las autoridades locales para el período 2023-2027.  Se eligieron un alcalde, cinco concejales por cada una de dos circunscripciones urbanas, un concejal por la circunscripción ruralEl alcalde electo fue Agustín Intriago Quijano quien logró su reelección con el Movimiento Mejor Ciudad.

## Preparación
El Consejo Nacional Electoral definió el calendario electoral para las elecciones seccionales de 2023, que se desarrollarán el 5 de febrero de 2023. La convocatoria se desarrolló el 21 de agosto de 2022, las inscripciones hasta el 20 de septiembre y la campaña electoral a partir del 3 de enero al 5 de febrero de 2023. La posesión de las nuevas autoridades está prevista para el 14 de mayo del 2023.

## Precandidaturas retiradas
| Lista | Logo | Partido / Movimiento                                                  | Precandidato          | Razón                           | Ref |
| ----- | ---- | --------------------------------------------------------------------- | --------------------- | ------------------------------- | --- |
| 72    |      | Sí Podemos                                                            | Jaime Estrada Bonilla | Endosa a Jaime Estrada Medranda |     |
| 21 25 |      | Manabitamente Confomado por: - Movimiento CREO - Movimiento Construye | Jorge Zambrano        | Candidato a Prefecto de Manabí  |     |

## Candidatos
| Lista | Logo | Partido / Movimiento                                                                     | Candidato                | Cargos Previos                                                                        | Ref   |
| ----- | ---- | ---------------------------------------------------------------------------------------- | ------------------------ | ------------------------------------------------------------------------------------- | ----- |
| 1 33  |      | Centro Democrático Movimiento RETO                                                       | Carmen Reyna Cedeño      | Empresaria                                                                            | [ 3 ] |
| 3     |      | Partido Sociedad Patriótica                                                              | Jenniffer Paredes Zamora |                                                                                       | [ 3 ] |
| 5 72  |      | Revolución Ciudadana Sí Podemos                                                          | Jaime Estrada Medranda   | Vicepresidente de la Federación Ecuatoriana de Fútbol                                 | [ 3 ] |
| 8 61  |      | Por el Trabajo y Bienestar de los Manabitas Confomado por: - Avanza - Movimiento MACHETE | Inés Albán Romero        | Migrante Retornada                                                                    | [ 3 ] |
| 12    |      | Izquierda Democrática                                                                    | Rosalin Cruz Bazurto     | Presidenta de la Asociación de Copropietarios de la Ubanización Montecristi Golf Club | [ 3 ] |
| 17 2  |      | Nueva Oportunidad Conformada por: - Partido Socialista Ecuatoriano - Unidad Popular      | Harry Rivera Delgado     | Director del Colectivo Nueva Oportunidad                                              | [ 3 ] |
| 20    |      | Democracia Sí                                                                            | David López Pazmiño      | Dirigente Pesquero                                                                    | [ 3 ] |
| 95    |      | Nueva Generación                                                                         | Eduardo Velásquez García | Vicealcalde de Manta (2014-2019)                                                      | [ 3 ] |
| 107   |      | Mejor Ciudad                                                                             | Agustín Intriago Quijano | Alcalde de Manta (desde 2019)                                                         | [ 3 ] |

## Resultados

### Elección de alcalde
|  | 61.25 % |

|  | 32.49 % |

|  | 1.45 % |

|  | 1.44 % |

|  | 0.98 % |

|  | 0.85 % |

|  | 0.71 % |

|  | 0.42 % |

|  | 0.41 % |

|  | 100 % |

### Nómina de Concejales Electos

#### Circunscripción Urbana 1
| Partido                         | Concejal            |
| ------------------------------- | ------------------- |
| Mejor Ciudad                    | Marciana Valdivieso |
| Mejor Ciudad                    | Víctor Párraga      |
| Mejor Ciudad                    | Lady García         |
| Revolución Ciudadana Sí Podemos | Víctor Chiriboga    |
| Revolución Ciudadana Sí Podemos | Estefanía Macías    |

#### Circunscripción Urbana 2
| Partido                         | Concejal       |
| ------------------------------- | -------------- |
| Mejor Ciudad                    | Mauro Rezabala |
| Mejor Ciudad                    | Helen Ruperti  |
| Mejor Ciudad                    | Víctor Chávez  |
| Revolución Ciudadana Sí Podemos | Ingrid Bowen   |
| Revolución Ciudadana Sí Podemos | Luis Guevara   |

#### Circunscripción Rural
| Partido                         | Concejal     |
| ------------------------------- | ------------ |
| Revolución Ciudadana Sí Podemos | Diana Flores |